# Landskapsfågel
En landskapsfågel är en symbol för de svenska landskapen. Landskapsfåglarna utsågs på 1980-talet av Sveriges ornitologiska förening. En lista över landskapsfåglarna tillhandahålls av Sveriges länsstyrelser.
| Landskap      | Fågel                 | Bild |
| ------------- | --------------------- | ---- |
| Blekinge      | Nötväcka              |      |
| Bohuslän      | Strandskata           |      |
| Dalarna       | Berguv                |      |
| Dalsland      | Korp                  |      |
| Gotland       | Halsbandsflugsnappare |      |
| Gästrikland   | Storlom               |      |
| Halland       | Pilgrimsfalk          |      |
| Hälsingland   | Slaguggla             |      |
| Härjedalen    | Kungsörn              |      |
| Jämtland      | Hökuggla              |      |
| Lappland      | Blåhake               |      |
| Medelpad      | Mindre korsnäbb       |      |
| Norrbotten    | Sångsvan              |      |
| Närke         | Gulsparv              |      |
| Skåne         | Röd glada             |      |
| Småland       | Taltrast              |      |
| Södermanland  | Fiskgjuse             |      |
| Uppland       | Havsörn               |      |
| Värmland      | Smålom                |      |
| Västerbotten  | Blå kärrhök           |      |
| Västergötland | Trana                 |      |
| Västmanland   | Tofsmes               |      |
| Ångermanland  | Gråspett              |      |
| Öland         | Näktergal             |      |
| Östergötland  | Knölsvan              |      |